# Patterson (Ohio)
Patterson – wieś w USA, w stanie Ohio, w hrabstwie Hardin.
Liczba mieszkańców w 2000 roku wynosiła 138.

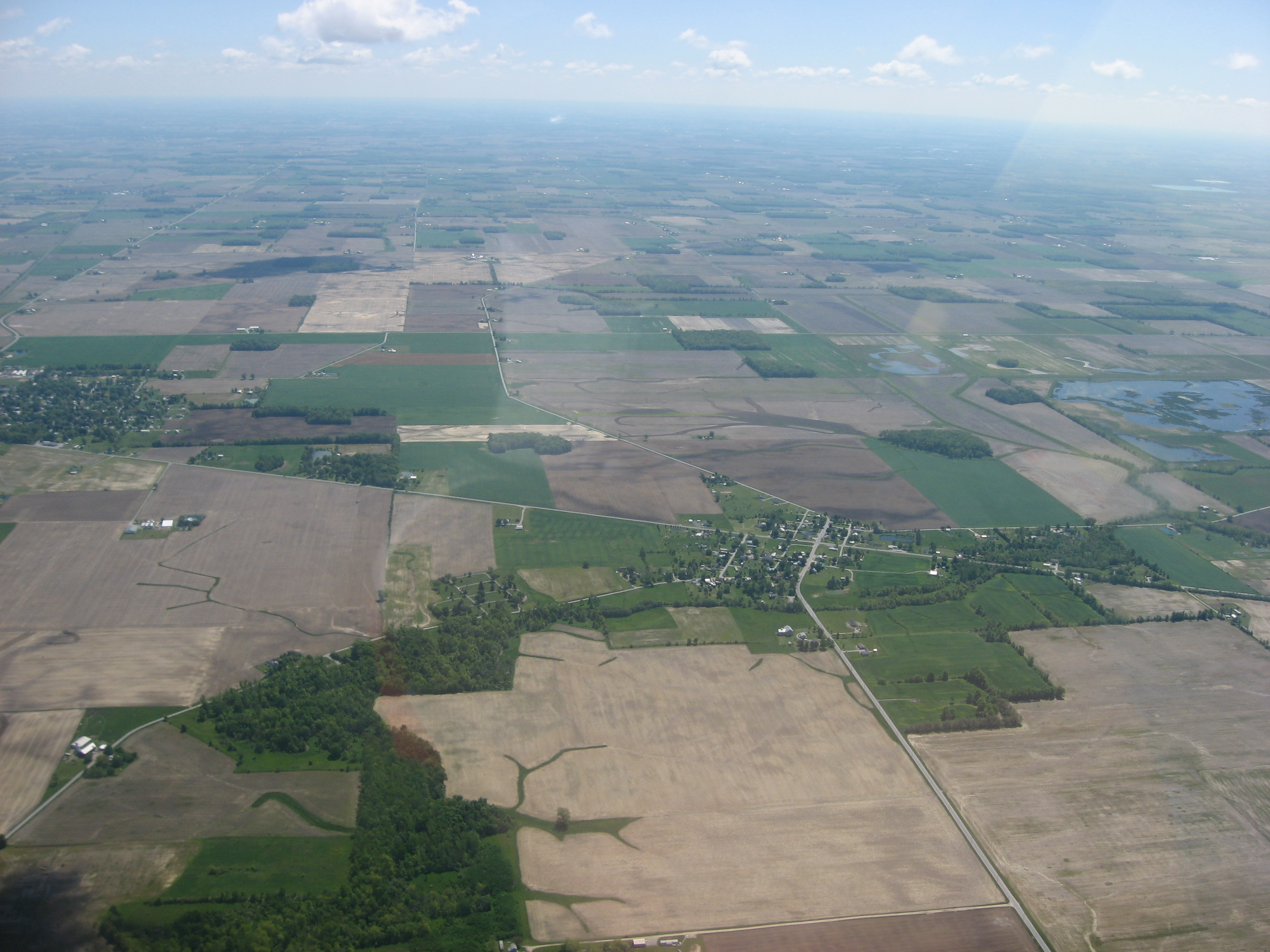
Wieś Patterson z lotu ptaka